# Zaitunia beshkentica
Espèce
Synonymes
- Filistata beshkentica Andreeva & Tyschchenko, 1969

Zaitunia beshkentica est une espèce d'araignées aranéomorphes de la famille des Filistatidae.

## Distribution
Cette espèce se rencontre au Tadjikistan et au Ouzbékistan dans la province de Sourkhan-Daria,.

## Description
Le mâle décrit par Zonstein et Marusik en  2016 mesure 2,95 mm et la femelle 4,05 mm.

## Publication originale
- Andreeva & Tyschchenko, 1969 : On the fauna of spiders (Araneae) from Tadjikistan. Haplogynae, Cribellatae, Ecribellatae Trionychae (Pholcidae, Palpimanidae, Hersiliidae, Oxyopidae). Entomologicheckoe obozrenie, vol. 48, p. 373-384.